# Mederich
Mederich († après 357) était comme son frère Chnodomar, roi du royaume barbare des Alamans.
Mederich s'est établi en Gaule pendant longtemps et de là il aurait assimilé certains aspects de la culture de la Grèce antique. Ceci explique en partie le nom de son fils, qui conformément aux traditions familiales s'appelait avant tout Agenarich, mais qui portait également le nom de Serapio dont l'origine proviendrait de Sarapis, dieu égypto-hellénique qui était aussi vénéré dans la partie de la Gaule qui fut jadis sous le contrôle de Rome.